# Slowakische Unihockeynationalmannschaft der Frauen
Die slowakische Unihockeynationalmannschaft der Frauen repräsentiert die Slowakei bei Länderspielen und internationalen Turnieren in der Sportart Unihockey. Die höchste Platzierung, welche das slowakische Nationalteam je an einer Weltmeisterschaft erreichte, ist der fünfte Rang bei der Weltmeisterschaft 2017 im eigenen Land.

## Platzierungen

### Weltmeisterschaften
| WM   | Austragungsort(e)           | Platz     |
| ---- | --------------------------- | --------- |
| 1997 | Mariehamn und Godby         | –         |
| 1999 | Borlänge                    | –         |
| 2001 | Riga                        | –         |
| 2003 | Bern, Gümligen und Wünnewil | –         |
| 2005 | Singapur                    | –         |
| 2007 | Frederikshavn               | 19. Platz |
| 2009 | Västerås                    | 18. Platz |
| 2011 | St. Gallen                  | 12. Platz |
| 2013 | Brünn, Ostrava              | 9. Platz  |
| 2015 | Tampere                     | 8. Platz  |
| 2017 | Bratislava                  | 5. Platz  |
| 2019 | Neuenburg                   | 6. Platz  |
| 2021 | Uppsala                     | 6. Platz  |

## Trainer
- 2011-jetzt Jaroslav Marks